# فرانتشيسكو غويتشارديني
فرانتشيسكو غويتشارديني (6 مارس 1486 - 22 مايو 1540) (بالإيطالية: Francesco Guicciardini)‏ مؤرخ ورجل دولة إيطالي. صديق وناقد لنيكولو مكيافيلي، ويعتبر أحد الكتاب السياسيين الكبار في عصر النهضة الإيطالية. كما يعتبر غويتشارديني أب التاريخ الحديث، وذلك بسبب أسلوبه في استخدام وثائق حكومية لدعم كتابه تاريخ إيطاليا. كان غويتشارديني عم لودوفيكو غويتشارديني الذي كتب وصفاً للبلدان المنخفضة في 1567.

## السيرة الذاتية

### النشأة
ولد فرانتشيسكو غويتشارديني في 6 مارس 1483 في فلورنسا، إيطاليا؛ كان الثالث من 11 طفلًا لبييرو دي لاكوبو غويتشارديني وسيمونا دي بونجياني جيانفجليزيا. كان أفراد عائلة غويتشارديني أعضاء في أوليغاركية فلورنسا وكذلك أنصار ميديشي. كان أسلاف غويتشارديني، ذوي نفوذ في سياسات فلورنسا، احتلوا أعلى مناصب الشرف في الولاية لعدة أجيال، ويمكن رؤية ذلك في كتابه الخاص بالأنساب بعنوان ذكريات عائلية وشخصية.[استشهاد منقوص البيانات]
درس بييرو غويتشارديني مع الفيلسوف مارسيليو فيسينو، الذي كان عرّابًا لابنه. مثل والده، تلقى فرانتشيسكو تعليمًا أدبيًا جيدًا ودرس الكلاسيكيات وتعلم اللغة اللاتينية وقليلًا من اللغة اليونانية. أُرسِل الصبي من قبل والده لدراسة القانون في جامعتي فيرارا وبادوا، حيث مكث حتى عام 1505.
حفّزت وفاة عمه، الذي احتل أبرشية كورتونا، الشاب غويتشارديني للبحث عن وظيفة كنسية. لكن والده «ظنّ أن أعمال الكنيسة كانت فاسدة. فضّل أن يفقد أرباحًا ضخمة وفرصة أن يصبح أحد أبنائه شخصًا عظيماً بدلاً من أن يؤنّبه ضميره بجعل أحد أبنائه كاهنًا جشعًا من أجل الثروة أو منصب عظيم». وهكذا، حوّل غيتشارديني الطموح مرة أخرى انتباهه إلى القانون. في سن 23، عُيّن من قبل سيغنوريا فلورنسا لتدريس الدراسات القانونية في ستديو فلورنتين.
في عام 1508، تزوج من ماريا سالفيتي، ابنة ألامانو سالفيتي، معززًا التحالف الأوليغاركي مع عائلة فلورنسيّة قوية. في نفس العام، ألّف كتاب ذكريات العائلة، وهو ذكرى عائلية عن عائلة غويتشارديني، وكتاب حكايات فلورنسا، وبدأ بكتاب التذكار، وهو سرد شخصي أوّلي عن حياته.

### محكمة إسبانية
بعد أن أبرز نفسه بممارسته القانون، وُكّل غيتشارديني من قِبل سيغنوريا فلورنسا للعمل بسفارة لدى مبنى ملك أراغون، فرديناند الكاثوليكي، في عام 1512. كان مرتابًا حول قبوله المنصب لأن أرباحه ضئيلة للغاية وسوف يعطل ممارسته للقانون ويأخذه بعيدًا عن المدينة. ومع ذلك، أقنعه والد فرانتشيسكو بمكانة المحكمة وبشرف اختياره في سن مبكرة. كتب في مذكراته: «لا يمكن لأحد في فلورنسا أن يتذكر اختيار شاب كهذا مسبقًا لمثل هكذا سفارة». وبهذا بدأ غويتشارديني مسيرته كدبلوماسي ورجل دولة.
أظهرت مراسلاته الإسبانية مع سيغنوريا[استشهاد منقوص البيانات] قوته في الملاحظة والتحليل، وهي صفة رئيسية لذكائه. في المحكمة الإسبانية، تعلم دروس الواقعية السياسية. تكشف رسائله إلى الوطن اعتزازه كونه كان قادرًا على مراقبة الأساليب العسكرية الإسبانية وتقدير قوتها أثناء أوقات الحرب. ومع ذلك، لم يثق في إشارات فرديناند المقصودة وأشار إليه كنموذج لفن الخداع السياسي. خلال فترة وجوده في إسبانيا، استعاد ميديشي السلطة في فلورنسا. في ظل النظام الجديد، استمرت سفارته في إسبانيا، مما أحبط غويتشارديني كونه كان يتوق للعودة إلى فلورنسا والمشاركة في حياته السياسية. أصر غيتشارديني على أن يُستدعى، حتى أنّه أرسل رسالة إلى الشاب لورينزو دي ميديشي في محاولةٍ لتأمين منصب في المجموعة الحاكمة الجديدة. عاد غويتشارديني في النهاية إلى فلورنسا حيث تولى ممارسته القانونية مرة أخرى؛ في عام 1514، عمل عضوًا في أوتو دي باليا والتي ضبطت الأمن الداخلي؛ وفي عام 1515، عمل في سيغنوريا، أعلى محكمة قضائية في فلورنسا.

### البابوية
في عام 1513، أصبح جيوفاني دي ميديشي، ابن لورينزو العظيم، البابا ليو العاشر وجعل فلورنسا تحت السيطرة البابوية، مما أتاح فرصًا للفلورنسويين دخول الخدمة البابوية، كما فعل فرانتشيسكو في عام 1515. جعله ليو العاشر حاكمًا لريجيو في عام 1516 ومودينا في 1517. كانت هذه بدايةً لمهنة طويلة لغويتشارديني في الإدارة البابوية لأول مرة تحت حكم ليو العاشر، ثم تحت حكم خليفته كليمنت السابع. »حكم مودينا وريجيو بنجاح واضح« وفقًا للموسوعة الكاثوليكية. عُيّن لحكم بارما، ووفقًا للموسوعة: «في الفوضى التي تلت وفاة البابا، أبرز نفسه من خلال دفاعه عن بارما ضد الفرنسيين (1521)».
في عام 1523، عُيّن نائبًا لرومانيا من قبل كليمنت السابع (1478-1534). هذه المكاتب العليا جعلت غويتشارديني الرئيس الظاهري للولايات البابوية وراء جبال الأبنين. كما وصف نفسه لاحقًا خلال هذه الفترة: «إذا كنت قد شاهدت ميسير فرانتشيسكو في رومانيا... مع منزله المليء بالمفروشات والفضة والخَدَم المتجمعة من المقاطعة بأكملها -حيث أُحيل كل شيء إليه بالكامل- ولم يقر أحد، من البابا إلى من هم أدنى، بوجود أي شخص أعلى منه...».
كانت الاضطرابات السياسية في إيطاليا تتصاعد باستمرار. مع تصاعد العداوات بين الملك فرانسيس الأول ملك فرنسا وتشارلز الخامس، الإمبراطور الروماني المقدس، بقي البابا مترددًا حول أي جانب سيدعم وسعى للحصول على مشورة غويتشارديني. نصحه غويتشارديني بالتحالف مع فرنسا وحثَّ كليمنت على إنهاء حرب عصبة كونياك في عام 1526، والتي أدت إلى الحرب مع تشارلز الخامس. في وقت لاحق من ذلك العام، مع تهديد قوات تشارلز الخامس بالهجوم، جعل كليمنت غويتشارديني ملازمًا عامًا للجيش البابوي. كان غويتشارديني عاجزًا عن التأثير على قائد القوات البابوية، فرانشيسكو ماريا ديلا روفيري، دوق أوربينو، لاتخاذ الإجراءات اللازمة.
ولكن، في أبريل 1527، نجح غويتشارديني في تفادي الهجوم على فلورنسا من قبل جيشٍ إمبراطوري متمرّد، والذي تحول نحو روما بدلاً من ذلك. بعد أقل من أسبوعين جاء خبر «نهب روما» وسجن كليمنت في قلعة سانت أنجيلو.
خدم غويتشارديني ثلاثة باباوات على مدار عشرين عامًا، وربما بسبب تجاربه، كان ينتقد البابوية بشدة: «لا أعرف أي شخص يكره مسعى وجشع وشهوانية الكهنة أكثر مني... ومع ذلك، فإن المنصب الذي استمتعت به مع العديد من الباباوات أجبرني على حب عظمتهم لمصلحتي الشخصية، فلو لم يكن الأمر كهذا، لكنت أحببت مارتن لوثر بقدر ما أحب نفسي -وهذا لا يعني أن يُعفَوا من الشرائع المدرّسة في الدين المسيحي كما تُفسّر وتُفهم عادة، ولكن لرؤية هذه المجموعة من الأشرار مُضعفين في حدودهم الصحيحة».

## روابط خارجية
- فرانتشيسكو غويتشارديني على موقع الموسوعة البريطانية (الإنجليزية)